# Love of a Lifetime (파이어하우스의 노래)
"Love of a Lifetime"은 미국의 록 밴드 파이어하우스가 연주한 곡이다. 이 곡은 밴드의 세 번째 싱글이자 미국에서 가장 높은 차트 순위를 기록한 싱글로, 1991년 6월 29일 빌보드 핫 100에 81위로 진입하여 1991년 9월 28일 주간에 5위로 정점을 찍었다. 또한 이 곡은 밴드의 첫 번째이자 가장 인기 있는 파워 발라드이다. 이 곡은 보컬 C. J. 스네어와 기타리스트 빌 레버티가 작곡했다.
이 곡은 파이어하우스가 가장 잘 알려진 곡으로, 발매 이후 수많은 결혼식에서 첫 춤곡으로 사용되었다. 2005년 인터뷰에서 스네어는 "이제는 시간을 두고 이 곡을 되돌아볼 수 있게 되었고, 사람들이 우리에게 와서 "'Love of a Lifetime' – 우리는 이 곡으로 결혼했어요!"라고 말하지 않는 공연은 단 한 번도 없었다"고 언급했다.

## 기원
이 곡은 C. J. 스네어가 작곡했다. 그는 홀리데이 인에서 솔로 공연을 하는 동안 이 곡을 썼다. 밴드가 첫 앨범의 데모를 에픽 레코드에 가져갔을 때, 레이블은 앨범에 더 강력한 발라드가 필요하다고 생각했다. 스네어는 "나는 소심하게 손을 들고 '음, 노래가 있어요...'라고 말했던 기억이 난다. 그래서 우리는 그들에게 이 곡을 들려주었고, 그들은 이 곡을 정말 좋아했고 큰 히트곡이 되었다"고 말했다.

## 커버 버전
콜라주 프로젝트는 1998년에 이 곡을 녹음하여 싱글로 발매했다. 이 곡은 버블링 언더 핫 100 싱글 차트에서 4위를 기록했으며, 이 프로젝트가 발매한 마지막 싱글이었다.
컨트리 가수 케이티 아미거는 2007년에 자신의 이름을 딴 첫 앨범에서 커버 버전을 녹음했다.

## 차트
| 차트 (1991)                   | 최고 순위 |
| ----------------------------- | --------- |
| 호주 (ARIA)                   | 15        |
| 캐나다 탑 싱글 (RPM)          | 30        |
| 미국 빌보드 핫 100            | 5         |
| 미국 빌보드 어덜트 컨템포러리 | 37        |

| 차트 (1991)        | 최고 순위 |
| ------------------ | --------- |
| 미국 빌보드 핫 100 | 43        |

## 인증
| 국가                       | 인증 | 판매량/출하량 |
| -------------------------- | ---- | ------------- |
| 미국 (RIAA)                | 골드 | 500,000^      |
| ^출하량을 기반으로 한 인증 |      |               |